# Port lotniczy Razer
Port lotniczy Razer (IATA: KUR, ICAO: OARZ) – port lotniczy położony w mieście Kron Monjan, w Afganistanie.